# Domsingschule
Als Domsingschule werden Musikschulen bezeichnet, die der Ausbildung von Kindern für einen Domchor dienen.
In der Regel sind die Schüler Mitglied eines Knabenchors. Da die Pflege der Musik an den Domen und ihren Domschulen seit karolingischer Zeit verpflichtend war, knüpfen viele Einrichtungen mit der Bezeichnung Domsingschule bewusst an diese jahrhundertealte Tradition an. Die meisten Domsingschulen befinden sich an katholischen Domen.
Während die Mehrzahl der Domsingschulen im deutschen Sprachraum heute als freie Einrichtungen betrieben werden, sind einige staatlich anerkannte Grundschulen in kirchlicher Trägerschaft. Solche Regelschulen sind die Kölner Domsingschule und Aachener Domsingschule. Einige vergleichbare Einrichtungen wie die Grundschule am Dom in Trier oder das Musikgymnasium der Regensburger Domspatzen verzichten jedoch auf die Bezeichnung Domsingschule. Zu den Ausbildungsstätten, die nicht mit einer Grundschule verbunden sind, gehören die Domsingschulen in München, Würzburg, Freiburg im Breisgau, Passau, Bremen und die 1955 von Heinrich Polloczek gegründete Domsingschule in Speyer. 2013 wurde eine Domsingschule in Münster eröffnet. Am Rottenburger Dom St. Martin wird keine Ausbildungsstätte, sondern die Gesamtheit der Chöre Domsingschule genannt.

## Evangelische Einrichtungen
Die größte Einrichtung für evangelische Kirchenmusik in Deutschland ist die Domsingschule Braunschweig. Üblicherweise wird im protestantischen Bereich jedoch die Bezeichnung Kinderkantorei annähernd synonym zur Domsingschule benutzt. Die Domsingschule Braunschweig unterscheidet sich auch insofern von den typischen Domsingschulen, als sie erst 1976 eingerichtet wurde und auch Instrumentalensembles unter dem Begriff Domsingschule zusammenfasst.